# Tilapia guinasana
Espèce
Synonymes
Tilapia d'Otjikoto
Statut de conservation UICN

 CR B1ab(iii)+2ab(iii) : 
En danger critique
Tilapia guinasana ou tilapia d'Otjikoto est une espèce de poissons de la famille des Cichlidae appartenant au genre Tilapia, endémique du lac Guinas en Namibie. L'espèce a été identifiée en 1936 par l'ichtyologue Ethelwynn Trewavas.

## Répartition et habitat

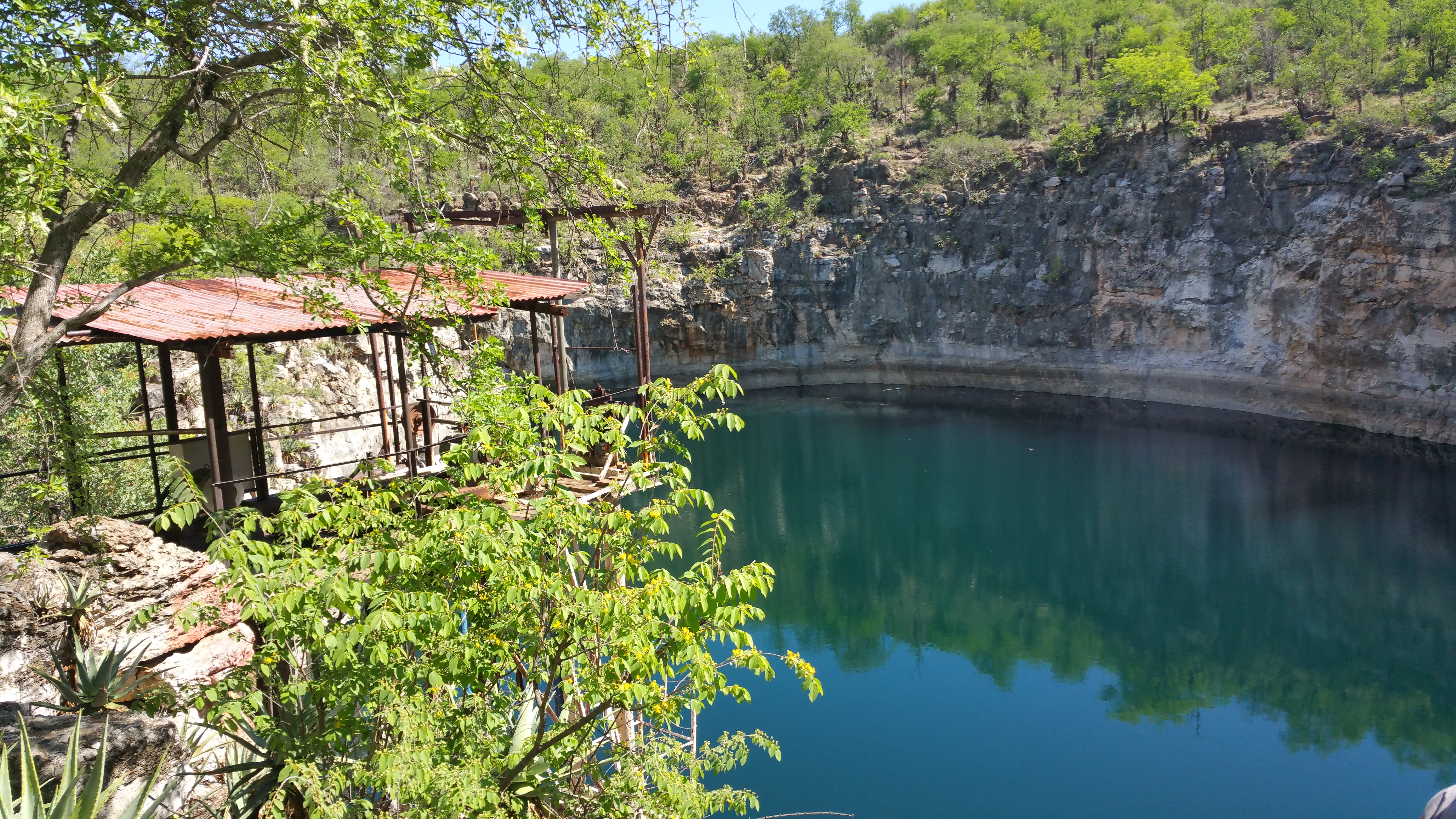
Le lac Guinas en Namibie.

Tilapia guinasana est une espèce endémique du lac Guinas – dont elle tient son nom – en Namibie, un lac d'altitude, situé à 1 250 m, et résultant d'un processus de karstification du relief calcaire formant le plateau de Waterberg. Cette espèce de cichlidé vit dans les profondeurs des eaux du siphon – l'un des plus profonds au monde avec un fond mesuré à au moins - 132 mètres – constituant le lac et alimenté par l'aquifère de la région. Elle apprécie des températures comprises en 19 et 27 °C.
En raison de son statut d'« espèce en danger critique d'extinction », elle a été introduite volontairement par l'UICN dans le lac Otjikoto voisin ainsi que dans quelques retenues d'eau des fermes de la région d'Oshikoto.

## Description
L'espèce peut atteindre la taille maximale de 14 cm. Ses couleurs polychromatiques, non restreintes à un sexe, vont du noir, du bleu, du jaune, du rose au blanc.

## Comportement
Tilapia guinasana, vivant dans un milieu très pauvre, se nourrit exclusivement des algues et micro-planctons (diatomées) croissant dans le réseau d'aquifère qui alimente les deux lacs karstiques de la région. Les colonies s'agglutinent, se nourrissent et se reproduisent dans les anfractuosités et le long des parois des dolines.